# 2003-as UEFA-bajnokok ligája-döntő
A 2003-as UEFA-bajnokok ligája-döntő az európai labdarúgó-klubcsapatok legrangosabb tornájának 11., jogelődjeivel együttvéve a 48. döntője volt, mely 2003. május 28-án került megrendezésre a manchesteri Old Trafford-on. Ez volt a második eset a BEK/BL történetében, hogy két azonos nemzetbeli csapat került a fináléba és az első eset, hogy két olasz.
A döntőben a Juventus és a Milan találkozott. A mérkőzést 0–0-s rendes játékidőt és hosszabbítást követően tizenegyesrúgásokkal 3–2 arányban a Milan nyerte meg.

## A döntő részletei
| 2003. május 28. 20:45 |

| Juventus                                        | 0–0 (h. u.) | AC Milan                                 |
| ----------------------------------------------- | ----------- | ---------------------------------------- |
|                                                 | Jegyzőkönyv |                                          |
| Büntetőpárbaj                                   |             |                                          |
| Trezeguet Birindelli Zalayeta Montero Del Piero | 2–3         | Serginho Seedorf Kaladze Nesta Sevcsenko |

| Old Trafford, Manchester Nézőszám: 63 215 Játékvezető: Markus Merk (német) |

| Csapatszínek | Csapatszínek | Csapatszínek |
| Csapatszínek |              |              |
| Csapatszínek |              |              |
|              |              |              |
| Juventus     |              |              |

| Csapatszínek | Csapatszínek | Csapatszínek |
| Csapatszínek |              |              |
| Csapatszínek |              |              |
|              |              |              |
| Milan        |              |              |

| Juventus:      |    |                               |
|                |    |                               |
| GK             | 1  | Gianluigi Buffon              |
| RB             | 21 | Lilian Thuram                 |
| CB             | 2  | Ciro Ferrara                  |
| CB             | 5  | Igor Tudor 42'                |
| LB             | 4  | Paolo Montero                 |
| RM             | 16 | Mauro Camoranesi 46'          |
| CM             | 3  | Alessio Tacchinardi 69'       |
| CM             | 26 | Edgar Davids 65'              |
| LM             | 19 | Gianluca Zambrotta            |
| CF             | 17 | David Trezeguet               |
| CF             | 10 | Alessandro Del Piero (C) 111' |
| Cserék:        |    |                               |
| GK             | 12 | Antonio Chimenti              |
| DF             | 7  | Gianluca Pessotto             |
| DF             | 13 | Mark Iuliano                  |
| MF             | 8  | Antonio Conte 46'             |
| MF             | 15 | Alessandro Birindelli 42'     |
| FW             | 24 | Marco Di Vaio                 |
| FW             | 25 | Marcelo Zalayeta 65'          |
| Vezetőedző:    |    |                               |
| Marcello Lippi |    |                               |

| Milan:          |    |                               |
|                 |    |                               |
| GK              | 12 | Dida                          |
| RB              | 19 | Alessandro Costacurta 18' 66' |
| CB              | 13 | Alessandro Nesta              |
| CB              | 3  | Paolo Maldini (C)             |
| LB              | 4  | Kakha Kaladze                 |
| CM              | 8  | Gennaro Gattuso               |
| CM              | 21 | Andrea Pirlo 71'              |
| CM              | 20 | Clarence Seedorf              |
| AM              | 10 | Rui Costa 87'                 |
| CF              | 7  | Sevcsenko                     |
| CF              | 9  | Filippo Inzaghi               |
| Cserék:         |    |                               |
| GK              | 18 | Christian Abbiati             |
| DF              | 24 | Martin Laursen                |
| DF              | 25 | Roque Júnior 66'              |
| MF              | 17 | Cristian Brocchi              |
| MF              | 23 | Massimo Ambrosini 87'         |
| MF              | 27 | Serginho 71'                  |
| FW              | 11 | Rivaldo                       |
| Vezetőedző:     |    |                               |
| Carlo Ancelotti |    |                               |

| A mérkőzés játékosa: Paolo Maldini (Milan) Asszisztensek: Christian Schräer Heiner Müller Negyedik játékvezető: Wolfgang Stark |

| A 2002–03-as UEFA-bajnokok ligája győztese |
| AC Milan 6. cím                            |
| ← 2001–02 Real Madrid                      |
| FC Porto 2003–04 →                         |